# 오하루정
오하루정(일본어: 大治町)은 일본 아이치현 서부에 위치하고 동쪽과 남쪽으로 나고야시와 접하는 아마군의 정이다.
예로부터 농업으로 번창한 마을이지만 현재는 정 동쪽과 남쪽이 나고야시와 접하고 있고 나고야시 중심부에서 비교적 가깝고 지가가 싸기 때문에 주택지 개발이나 대규모 맨션 건설이 최근 10년간 단번에 진행되었고 현재도 인구가 계속 증가하고 있다.

## 역사
- 1889년 - 오하루촌이 성립하였다.
- 1975년 - 정으로 승격하였다.

## 인구
| 연도 | 인구   | ±%      |
| ---- | ------ | ------- |
| 1940 | 5,068  | —       |
| 1950 | 6,287  | +24.1%  |
| 1960 | 6,455  | +2.7%   |
| 1970 | 13,709 | +112.4% |
| 1980 | 19,939 | +45.4%  |
| 1990 | 22,598 | +13.3%  |
| 2000 | 27,073 | +19.8%  |
| 2010 | 29,897 | +10.4%  |

## 교통

### 도로
- 히가시메이한 자동차도
- 국도 302호선